# Amalie Thestrup
Amalie Grønbæk Thestrup (Copenaghen, 17 marzo 1995) è una calciatrice danese, attaccante del Bristol City e della nazionale danese.

## Carriera

### Club
Originaria della Danimarca, ha militato nelle giovanili del Brøndby fino al 2012, quando è passata al B 93. Nel 2013 è andata per 6 mesi negli Stati Uniti, a studiare all'Università del Tennessee e contemporaneamente giocare con la squadra universitaria, le Volunteers. Dopo un ritorno al B 93, nel 2014 è passata al Brøndby, in prima squadra. Con le gialloblù ha vinto il titolo nazionale e la Coppa di Danimarca nella stagione 2014-2015, annata nella quale ha esordito anche in Women's Champions League, l'8 ottobre 2014, nell'andata dei sedicesimi di finale, in trasferta a Cipro contro l'Apollōn Lemesou, giocando 63 minuti della gara persa per 1-0. Ha segnato la sua prima rete nella gara di ritorno, il 16 ottobre, in casa, portando la sua squadra sul 2-1 al 104', nei tempi supplementari, dopo che le cipriote, sconfitte 1-0 nei regolamentari, avevano trovato il gol dell'1-1 al 95'. La gara è poi terminata sul 3-1 per le danesi. Il Brøndby è poi riuscito ad arrivare fino in semifinale, persa nettamente contro il 1. FFC Francoforte, poi campione d'Europa.
Nell'estate 2016 è passata al Vejle, rimanendovi una stagione, arrivando 6ª.
Nel luglio 2017 ha cambiato di nuovo squadra, accordandosi con il BSF. Ha debuttato alla seconda giornata di campionato, il 19 agosto, proprio contro il Vejle, in casa, giocando titolare e segnando al 14' la rete del definitivo 1-0. Ha chiuso l'esperienza dopo due stagioni, con 48 presenze e 32 reti all'attivo.
Nell'estate 2019 si è trasferita all'estero, firmando con le italiane della Roma, in Serie A.
Ha cambiato di nuovo Paese nel luglio 2020, andando a giocare in Inghilterra, al Liverpool, appena retrocesso in Women's Championship.
Dopo una sola stagione in Inghilterra, il 14 giugno 2021 il PSV ne annuncia l'acquisto.. Dopo aver giocato solo 10 partite in una stagione e mezza, nel gennaio del 2023 viene ceduta per 6 mesi in prestito al West Ham.
Il 15 agosto 2023 il Bristol City annuncia di aver raggiunto un accordo biennale con l'attaccante danese .

### Nazionale
Ha debuttato con le nazionali giovanili danesi a 16 anni, nel 2011, con l'Under-16, giocando 6 gare e segnando 2 gol.
Nello stesso anno ha ricevuto le prime convocazioni in Under-17, selezione con la quale ha giocato gli Europei di categoria nel 2012, in Svizzera, subentrando sia nella semifinale persa per 2-0 contro la Germania, poi campionessa, sia nella finale per il 3º posto, vinta per 5-4 ai rigori contro la Svizzera nonostante un suo errore dal dischetto. Ha chiuso nel 2012 con 10 presenze e 1 rete.
Nel 2012 ha esordito in Under-19, con cui ha disputato nel 2013 l'Europeo in Galles, nel quale è subentrata in 2 occasioni e ha giocato titolare in una delle 3 gare della fase a gironi, dove le danesi sono state eliminate. Nel 2014 ha inoltre giocato una gara di qualificazione all'Europeo 2014 in Norvegia, portando a 17 gare e 7 gol il computo totale.
Nel 2015 e 2017 ha infine giocato 2 partite con la nazionale Under-23.
Il 4 marzo 2019 ha debuttato in nazionale maggiore, venendo schierata titolare nel successo per 1-0 sulla Cina in Algarve Cup a Vila Real de Santo António.

## Statistiche

### Presenze e reti nei club
Statistiche aggiornate al 1º luglio 2020.
| Stagione        | Squadra         | Campionato      | Campionato | Campionato | Coppe nazionali | Coppe nazionali | Coppe nazionali | Coppe continentali | Coppe continentali | Coppe continentali | Altre coppe | Altre coppe | Altre coppe | Totale | Totale |
| Stagione        | Squadra         | Comp            | Pres       | Reti       | Comp            | Pres            | Reti            | Comp               | Pres               | Reti               | Comp        | Pres        | Reti        | Pres   | Reti   |
| --------------- | --------------- | --------------- | ---------- | ---------- | --------------- | --------------- | --------------- | ------------------ | ------------------ | ------------------ | ----------- | ----------- | ----------- | ------ | ------ |
| 2019-2020       | Roma            | A               | 12         | 3          | CI              | 3               | 2               | -                  | -                  | -                  | -           | -           | -           | 15     | 5      |
| Totale carriera | Totale carriera | Totale carriera | 12         | 3          | -               | 3               | 2               | -                  | -                  | -                  | -           | -           | -           | 15     | 5      |

## Palmarès

### Club
- Campionato danese: 1

Brøndby: 2014-2015
- Coppa di Danimarca: 1

Brøndby: 2014-2015